# Delphinium orthocentrum
Delphinium orthocentrum är en ranunkelväxtart som beskrevs av Adrien René Franchet. Delphinium orthocentrum ingår i släktet storriddarsporrar, och familjen ranunkelväxter. Inga underarter finns listade i Catalogue of Life.